# Bingsheng Cup
La Qionglong Shan Bingshen Cup (穹窿山兵圣杯), anche nota come Bingshen Cup (兵圣杯),  è stata una competizione internazionale di Go femminile disputata tra il 2010 e il 2019. Nella prima edizione, il torneo fu disputato  presso il monte Qionglong, da cui il nome completo.
Il premio per la vincitrice era di 200.000 RMB, per la seconda arrivata 70.000 RMB; nel 2013 il primo premio è stato alzato a 250.000 e il secondo a 100.000.
Il torneo prevedeva 16 partecipanti da Cina, Corea del Sud, Giappone, Taiwan, Nord America, Europa e Oceania; gli incontri, a eliminazione diretta, si disputavano con un tempo di 30' e 30 secondi di byo-yomi.

## Albo d'oro
| Edizione | Anno | Vincitore     | Finalista     |
| -------- | ---- | ------------- | ------------- |
| 1        | 2010 | Park Ji-eun   | Hei Jiajia    |
| 2        | 2011 | Park Ji-eun   | Tang Yi       |
| 3        | 2012 | Li He         | Rui Naiwei    |
| 4        | 2013 | Wang Chenxing | Yu Zhiying    |
| 5        | 2014 | Choi Jeong    | Rui Naiwei    |
| 6        | 2015 | Yu Zhiying    | Park Ji-eun   |
| 7        | 2016 | O Yu-jin      | Wang Chenxing |
| 8        | 2017 | Choi Jeong    | Wang Chenxing |
| 9        | 2018 | Choi Jeong    | O Yu-jin      |
| 10       | 2019 | Choi Jeong    | Zhou Hongyu   |